# Seznam monaških tenisačev
Seznam monaških tenisačev.

## A
- Romain Arneodo

## B
- Benjamin Balleret
- Christophe Boggetti

## C
- Lucas Catarina
- Guillaume Couillard

## L
- Vladimir Landau

## N
- Alexandre-Athenase Noghès
- Hugo Nys

## O
- Thomas Oger